# بیل براون
بیل براون (انگلیسی: Bill Brown؛ ۳۱ ژوئیهٔ ۱۹۱۲ – ۱۶ مارس ۲۰۰۸) یک بازیکن کریکت بود.